# Bryan Ward-Perkins
Bryan Ward-Perkins es un arqueólogo e historiador del Imperio romano tardío y de la primera Edad Media, que trabaja especialmente en el periodo de transición entre las dos etapas, un campo de especialidad conocido también como Antigüedad tardía. Actualmente enseña en el Trinity College de la Universidad de Oxford.